# Calciatore dell'anno (Malta)
Calciatore maltese dell'anno (Plejer tas-Sena Malti in maltese) è un premio calcistico assegnato dalla Federazione calcistica di Malta al miglior giocatore maltese del campionato nazionale maltese.
Attuale detentore del titolo è Alexander Satariano del Birkirkara.

## Albo d'oro

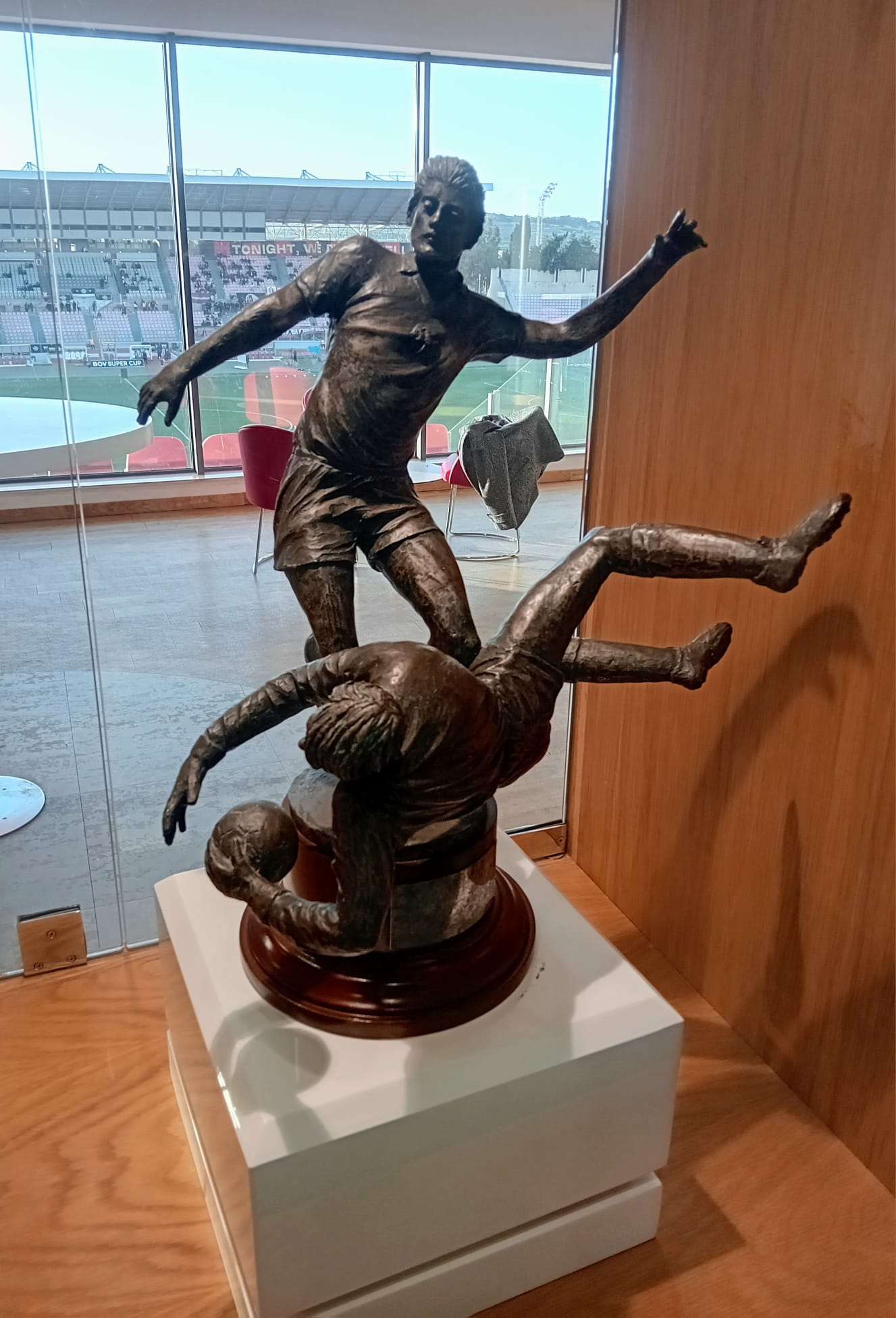
Trofeo per il calciatore maltese dell'anno (nella versione dal 2000 in poi)

| Stagione  | Giocatore            | Squadra          |
| --------- | -------------------- | ---------------- |
| 1954-1955 | Lolly Debattista     | Floriana         |
| 1955-1956 | Tony Nicholl         | Sliema Wanderers |
| 1956-1957 | Joe Bonnici          | Sliema Wanderers |
| 1957-1958 | Joe Cilia            | Valletta         |
| 1958-1959 | Alfred Vella James   | Floriana         |
| 1959-1960 | Louis Theobald       | Hibernians       |
| 1960-1961 | Joe Zammit           | Valletta         |
| 1961-1962 | Lolly Borg           | Floriana         |
| 1962-1963 | Edwin Schembri       | Valletta         |
| 1963-1964 | Joe Cilia            | Valletta         |
| 1964-1965 | non assegnato        | non assegnato    |
| 1965-1966 | Ronnie Cocks         | Sliema Wanderers |
| 1966-1967 | Eddie Theobald       | Hibernians       |
| 1967-1968 | Alfred Debono        | Floriana         |
| 1968-1969 | John Privitera       | Hibernians       |
| 1969-1970 | Joe Cini             | Sliema Wanderers |
| 1970-1971 | Eddie Theobald       | Hibernians       |
| 1971-1972 | Edward Darmanin      | Sliema Wanderers |
| 1972-1973 | Freddie Debono       | Valletta         |
| 1973-1974 | Willie Vassallo      | Floriana         |
| 1974-1975 | Eddie Vella          | Valletta         |
| 1975-1976 | John Holland         | Floriana         |
| 1976-1977 | Raymond Xuereb       | Floriana         |
| 1977-1978 | John Holland         | Floriana         |
| 1978-1979 | Guzi Xuereb          | Hibernians       |
| 1979-1980 | Norman Buttigieg     | Hibernians       |
| 1980-1981 | Leli Fabri           | Sliema Wanderers |
| 1981-1982 | Ernest Spiteri Gonzi | Hibernians       |
| 1982-1983 | Carmel Busuttil      | Rabat Ajax       |
| 1983-1984 | Charles Muscat       | Żurrieq          |
| 1984-1985 | Leonard Farrugia     | Valletta         |
| 1985-1986 | Carmel Busuttil      | Rabat Ajax       |
| 1986-1987 | Raymond Vella        | Ħamrun Spartans  |
| 1987-1988 | John Buttigieg       | Sliema Wanderers |
| 1988-1989 | Charles Scerri       | Hibernians       |
| 1989-1990 | Michael Degiorgio    | Ħamrun Spartans  |
| 1990-1991 | Raymond Vella        | Ħamrun Spartans  |
| 1991-1992 | Nicky Saliba         | Valletta         |
| 1992-1993 | Joe Brincat          | Ħamrun Spartans  |
| 1993-1994 | Silvio Vella         | Rabat Ajax       |
| 1994-1995 | Michael Woods        | Hibernians       |
| 1995-1996 | Noel Turner          | Sliema Wanderers |
| 1996-1997 | Gilbert Agius        | Valletta         |
| 1997-1998 | Mario Muscat         | Hibernians       |
| 1998-1999 | Nicky Saliba         | Valletta         |
| 1999-2000 | Ernest Barry         | Sliema Wanderers |
| 2000-2001 | Gilbert Agius        | Valletta         |
| 2001-2002 | Adrian Mifsud        | Hibernians       |
| 2002-2003 | Noel Turner          | Sliema Wanderers |
| 2003-2004 | Stefan Giglio        | Sliema Wanderers |
| 2004-2005 | Andrew Cohen         | Hibernians       |
| 2005-2006 | Andrew Cohen         | Hibernians       |
| 2006-2007 | Gilbert Agius        | Valletta         |
| 2007-2008 | Kevin Sammut         | Marsaxlokk       |
| 2008-2009 | Clayton Failla       | Hibernians       |
| 2009-2010 | Shaun Bajada         | Birkirkara       |
| 2010-2011 | Roderick Briffa      | Valletta         |
| 2011-2012 | Clayton Failla       | Hibernians       |
| 2012-2013 | Paul Fenech          | Birkirkara       |
| 2013-2014 | Ryan Fenech          | Valletta         |
| 2014-2015 | Andrew Cohen         | Hibernians       |
| 2015-2016 | Roderick Briffa      | Valletta         |
| 2016-2017 | Bjorn Kristensen     | Hibernians       |
| 2017-2018 | Andrew Cohen         | Gżira Utd        |
| 2018-2019 | Andrei Agius         | Hibernians       |
| 2019-2020 | Steve Borg           | Valletta         |
| 2020-2021 | Matthew Guillaumier  | Ħamrun Spartans  |
| 2021-2022 | Jurgen Degabriele    | Hibernians       |
| 2022-2023 | Matthew Guillaumier  | Ħamrun Spartans  |
| 2023-2024 | Luke Montebello      | Ħamrun Spartans  |
| 2024-2025 | Alexander Satariano  | Birkirkara       |

### Plurivincitori
| Calciatore          | Titoli | Stagioni               |
| ------------------- | ------ | ---------------------- |
| Andrew Cohen        | 4      | 2005, 2006, 2015, 2018 |
| Gilbert Agius       | 3      | 1997, 2001, 2007       |
| Roderick Briffa     | 2      | 2011, 2016             |
| Carmel Busuttil     | 2      | 1983, 1986             |
| Joe Cilia           | 2      | 1958, 1964             |
| Clayton Failla      | 2      | 2009, 2012             |
| Matthew Guillaumier | 2      | 2021, 2023             |
| John Holland        | 2      | 1976, 1978             |
| Nicky Saliba        | 2      | 1992, 1999             |
| Eddie Theobald      | 2      | 1967, 1971             |
| Noel Turner         | 2      | 1996, 2003             |
| Raymond Vella       | 2      | 1987, 1991             |